# São João do Itaperiú
São João do Itaperiú es un municipio brasileño del estado de Santa Catarina. Tiene una población estimada al 2022 de 4 463 habitantes. Pertenece a la Región metropolitana del Norte-Nordeste Catarinense.
Municipio rural, está dividido mayoritariamente por pequeñas y medianas propiedades, donde se cultiva principalmente plátano y arroz, destacando también la extracción de madera y la producción de harina.

## Toponimia
Itaperiú es una palabra de origen tupí guaraní y era utilizada por los indígenas para referirse al río que atraviesa el lugar. Según el diccionario tupí, Itaperiú significa "cabeza de piedra".

## Historia
Habitada por los indios guaraníes antes de la colonización, en 1880 la localidad fue poblada por azorianos provenientes de otras ciudades de Santa Catarina. A principios del Siglo XX se instalaron los primeros inmigrantes italianos, provenientes de Luiz Alves. En 1916 se instaló la primera capilla, con una imagen del Juan el Bautista patrono de la ciudad. A mediados de siglo, comenzó a recibir inmigración de origen alemán y polaco de los municipios vecinos. 
Distrito de Araquari, luego de Barra Velha, São João do Itaperiú se emancipó como municipio el 29 de marzo de 1992.